# باتلر بار
باتلر بار (9 نوفمبر 1810 - 16 مارس 1872)  (بالإنجليزية: Butler Parr)‏ هو لاعب كريكت بريطاني.